# Cucullia syggnomon
Cucullia syggnomon là một loài bướm đêm trong họ Noctuidae.